# Albatros D.III
L'Albatros D.III est un monoplace de chasse allemand de la Première Guerre mondiale.

## Origine
Sur instruction de l’Idflieg, les ingénieurs Robert Thielen et Schubert adaptèrent la cellule d’un chasseur Nieuport sur le fuselage d’un Albatros D.II. L’aile inférieure devenait donc monolongeron avec une corde sensiblement plus faible que celle du plan supérieur, ce qui améliorait nettement la visibilité du pilote, et l’entreplan était tenu par une paire de mats en V. Avec un moteur 6 cylindres en ligne Mercedes dont le taux de compression avait été augmenté pour atteindre 180 ch, un radiateur plat intégré désormais dans le plan supérieur et deux mitrailleuses de capot LMG 08/15 de 7,92 mm, le prototype L.20 (désignation constructeur) vola en août 1916, premier d’une série de 12 monoplaces commandés en juin précédent. En octobre suivant, Albatros recevait une commande pour 400 exemplaires.

## En service
- Empire allemand : Mis en service à partir de fin décembre 1916 par la Luftstreitkräfte, le D III reste certainement le chasseur le plus réussi construit par Albatros, avec des performances et une maniabilité supérieures à celles du Albatros D.II. Au printemps 1917, toutes les Jasta (Jasta 1, 2, 4, 5, 6, 24, 25, 26, 27, 28, 29) sont équipées de D.II ou D.III et le mois d’avril, particulièrement éprouvant pour l’aviation Alliée, est resté dans les mémoires comme « Avril sanglant (en) ». Le D.III présentait en fait deux défauts : le radiateur Teeves & Braun logé au centre du plan supérieur avait tendance à ébouillanter le pilote s’il était touché par des balles adverses. Ce problème fut réglé en déplaçant le radiateur à droite à partir de la 290e cellule. Plus grave, le plan inférieur était fragile et avait tendance à se rompre en vol. Une mésaventure qui affecta dès le 24 janvier 1917 le tout nouveau DIII de Manfred von Richthofen. L’as allemand parvint à se poser mais durant les 5 semaines qui suivirent von Richthofen utilisa à nouveau son Albatros D.II.

En mars 1917, les D.III furent interdits de vol, Albatros D.II et Halberstadt D.II reprenant donc du service au sein des Jasta. Après renforcement de l’aile inférieure, les chasseurs furent remis en service, sans pour autant que le problème soit résolu et on mit en doute au sein de l’Idflieg la qualité des ouvriers de l’usine de Johannisthal, puis celle des matériaux utilisés. On finit par s’apercevoir que le longeron était situé trop arrière, d’où une tendance de l’aile à vriller sous les contraintes aérodynamiques. On demanda donc aux pilotes de ne pas effectuer de piqués trop accentués ou prolongés...un problème qui ne fut jamais résolu, malgré de nombreux essais, ni sur le D.III ni sur son successeur D.V.
Bien qu’un peu lourd aux commandes, le D.III était pourtant un avion facile à piloter, avec une vitesse ascensionnelle, une maniabilité et une visibilité vers le bas nettement supérieures au D.II et il fut la monture de tous les as allemands : Ernst Udet, Erich Löwenhardt, Kurt Wolff, Karl Emil Schaeffer...Hermann Goering.
Environ 500 D.III sortirent des ateliers de Johannisthal avant que n’apparaissent les premiers D.V au cours de l’été 1917. Cinq commandes furent également passées auprès d’Ostdeutsche Albatros Werke (OAW) entre avril et août 1917 et produites entre juin et décembre. Les monoplaces construits à Schneidemühl se reconnaissent à une gouverne de direction plus grande et plus arrondie. On comptait 445 Albatros D.III au front en novembre 1917, 54 sur le front ouest le 31 août 1918.
En janvier 1918, un Albatros D.III fut fixé sous le dirigeable L 35 (Zeppelin LZ 80) de la Kriegsmarine pour des essais de protection des dirigeables au moyen d’un chasseur parasite.
- Autriche-Hongrie : Fin 1916, Oesterreichische Flugzeugfabrik AG (Oeffag) obtint une licence de production et la construction du D.III fut également lancée à Wiener-Neustadt, les livraisons aux K.u.K. Luftfahrttruppen austro-hongroises débutant en mai 1917. Ils équiperont entre autres les Flik 2D, 6F, 41J, 42J, 48D, 48J, 51J, 55J, 61J, et le Kampfstaffel Galanesti.

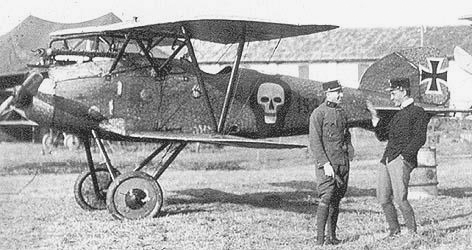
Les lieutenants Linke-Crawford et Brumowski en grande discussion devant l'Albatros (Oeffag) [153.209] piloté par Brumowski, alors que le Flik 41J stationne à Portobuffole, Italie, en juin 1918. Godwin Brumowski est le meilleur as austro-hongrois avec 35 victoires.

Quelque 526 appareils sortirent des usines autrichiennes jusqu’à l’Armistice, équipés progressivement de moteurs Austro-Daimler plus puissants : 185 [53-xx], puis 200 [153-xx] et enfin 225 ch [253-xx]. Les appareils austro-hongrois se distinguent par un capotage plus important du moteur (parfois retiré l’été pour améliorer le refroidissement) et des modifications de structure du plan inférieur (nervures plus épaisses, renforcement du longeron) qui amélioraient considérablement la solidité de celui-ci. À partir du [153-112] l’avant du fuselage fut également modifié, prenant une forme arrondie qui permettait de supprimer la casserole d’hélice… et faisait gagner 14,5 km/h. Le gros défaut des D.III construits par Oeffag était leur armement. Les mitrailleuses Schwarzlose de 8 mm avaient une cadence de tir plus faible que la LMG 08/15 et un mécanisme de synchronisation déficient. Or ils étaient logés dans le fuselage, hors de portée du pilote. Sur les appareils à moteur de 225 ch, livrés à partir de mai 1918, ils furent donc repositionnés au-dessus du capot avant.
- Pologne : Après l’armistice la Pologne acheta 60 D III (38 appareils de 225 ch construits par Oeffag et 22 machines construites par OAW), dont certains furent pilotés par les volontaires américains de la 7e Eskadra Kosciuszkowska durant le conflit russo-polonais en 1919/20.
- Russie : L'Armée Blanche utilisa des D.III.
- Slovénie : utilise des D.III entre 1918 et 1920.
- Lituanie : utilise deux D.III (No. 5080/17 et 5160/17) entre 1919 et 1921.
- Tchécoslovaquie : La toute nouvelle aviation tchécoslovaque utilisa aussi après la Première Guerre mondiale des appareils construits par Oeffag.
- Suisse : Deux pilote autrichiens se posent avec leurs D-III à Schlieren à cause du mauvais temps. Les avions sont internés jusqu'en 1920 ou, après négociation, un des avions est transféré par un des pilotes autrichien en Tchécoslovaquie, l'autre étant conservé par la Suisse en paiement des frais d'hébergement et affecté aux forces aériennes suisses où il sert à l'entrainement. En 1921, les suisses apprennent que le type est sujet à des ruptures de l'aile inférieure et l'avion est réformé en 1923 ainsi que tous les autres D-III présents en Suisse et non intégrés à la force aérienne[2].